# Quyền Anh tại Đại hội Thể thao Đông Nam Á 2023
Quyền Anh tại Đại hội Thể thao Đông Nam Á 2023 được tổ chức từ ngày 6 đến 14 tháng 5 năm 2023 tại Phnôm Pênh, Campuchia.

## Nội dung thi đấu
Quyền Anh tại SEA Games 32 có tổng cộng 16 nội dung thi đấu, bao gồm:
Nam: Các hạng cân 48kg, 51kg, 54kg, 57kg, 60kg, 63.5kg, 67kg, 71kg, 80kg, 86kg, 92kg
Nữ: Các hạng cân 54kg, 57kg, 63kg, 69kg, 75kg

## Chương trình thi đấu
| Ngày     | Thời gian   | Giới tính | Nội dung  | Giai đoạn |
| -------- | ----------- | --------- | --------- | --------- |
| 06-08/05 | 14:00-17:00 | Nam/Nữ    | Vòng loại | Vòng loại |
| 06-08/05 | 18:00       | Vòng loại |           | Vòng loại |
| 09-11/05 | 14:00-17:00 | Nam/Nữ    | Tứ kết    | Tứ kết    |
| 09-11/05 | 18:00       | Tứ kết    |           | Tứ kết    |
| 13/05    | 14:00-17:00 | Nam/Nữ    | Bán kết   | Bán kết   |
| 13/05    | 18:00       |           | Bán kết   | Bán kết   |
| 14/05    | 14:00       | Nam/Nữ    | Chung kết | Chung kết |

## Bảng tổng sắp huy chương
| Hạng                | Đoàn                | Vàng | Bạc | Đồng | Tổng số |
| ------------------- | ------------------- | ---- | --- | ---- | ------- |
| 1                   | Thái Lan            | 9    | 2   | 1    | 12      |
| 2                   | Philippines         | 4    | 5   | 1    | 10      |
| 3                   | Việt Nam            | 2    | 1   | 3    | 6       |
| 4                   | Campuchia           | 1    | 3   | 5    | 9       |
| 5                   | Indonesia           | 0    | 5   | 3    | 8       |
| 6                   | Myanmar             | 0    | 0   | 6    | 6       |
| 7                   | Lào                 | 0    | 0   | 3    | 3       |
| 7                   | Singapore           | 0    | 0   | 3    | 3       |
| 7                   | Malaysia            | 0    | 0   | 3    | 3       |
| 10                  | Đông Timor          | 0    | 0   | 2    | 2       |
| Tổng số (10 đơn vị) | Tổng số (10 đơn vị) | 16   | 16  | 30   | 62      |

## Danh sách huy chương

### Nam
| Nội dung | Vàng                               | Bạc                                 | Đồng                                     |
| -------- | ---------------------------------- | ----------------------------------- | ---------------------------------------- |
| 48 kg    | Natthapong Thuamcharoen · Thái Lan | Dio Koebanu · Indonesia             | Khamphouvanh Khamsathone · Lào           |
| 48 kg    | Natthapong Thuamcharoen · Thái Lan | Dio Koebanu · Indonesia             | Nguyễn Linh Phụng · Việt Nam             |
| 51 kg    | Thanarat Saengphet · Thái Lan      | Rogen Ladon · Philippines           | Lin Htut Paing · Myanmar                 |
| 51 kg    | Thanarat Saengphet · Thái Lan      | Rogen Ladon · Philippines           | Muhd Abdul Qaiyum Ariffin · Malaysia     |
| 54 kg    | Carlo Paalam · Philippines         | Aldoms Sugoro · Indonesia           | Edegar Foe Quintas Da Silva · Đông Timor |
| 54 kg    | Carlo Paalam · Philippines         | Aldoms Sugoro · Indonesia           | Trần Văn An · Việt Nam                   |
| 57 kg    | Ian Clark Bautista · Philippines   | Asri Udin · Indonesia               | Naing Latt · Myanmar                     |
| 57 kg    | Ian Clark Bautista · Philippines   | Asri Udin · Indonesia               | Sivixay Thammavongsa · Lào               |
| 60 kg    | Paul Bascon · Philippines          | Rujakran Juntrong · Thái Lan        | Davit Touch · Campuchia                  |
| 60 kg    | Paul Bascon · Philippines          | Rujakran Juntrong · Thái Lan        | Muhd Ridzuan Johari · Malaysia           |
| 63.5 kg  | Somchay Wongsuwan · Thái Lan       | Ven Ratha · Campuchia               | Farrand Papendang · Indonesia            |
| 63.5 kg  | Somchay Wongsuwan · Thái Lan       | Ven Ratha · Campuchia               | Saw Bwe Klo · Myanmar                    |
| 67 kg    | Bunjong Sinsiri · Thái Lan         | Norlan Petecio · Philippines        | Velvan Tan Jun Jie · Singapore           |
| 67 kg    | Bunjong Sinsiri · Thái Lan         | Norlan Petecio · Philippines        | Kyaw Min Oo · Myanmar                    |
| 71 kg    | Bùi Phước Tùng · Việt Nam          | Atichai Phoemsap · Thái Lan         | Delio Anzaqeci Mouzinho · Đông Timor     |
| 71 kg    | Bùi Phước Tùng · Việt Nam          | Atichai Phoemsap · Thái Lan         | Sarohatua Lumbantobing · Indonesia       |
| 80 kg    | Weerapon Jongjoho · Thái Lan       | John Marvin · Philippines           | Muhammad Danish Husli · Singapore        |
| 80 kg    | Weerapon Jongjoho · Thái Lan       | John Marvin · Philippines           | Anvar Nasredinov · Campuchia             |
| 86 kg    | Jakkapong Yomkhot · Thái Lan       | Maikhel Roberrd Muskita · Indonesia | Indran Rama Khrisnan · Malaysia          |
| 86 kg    | Jakkapong Yomkhot · Thái Lan       | Maikhel Roberrd Muskita · Indonesia | Ong Phearak · Campuchia                  |
| 92 kg    | Abdulla Rajapov · Campuchia        | Nguyễn Mạnh Chương · Việt Nam       | Markus Tongco · Philippines              |
| 92 kg    | Abdulla Rajapov · Campuchia        | Nguyễn Mạnh Chương · Việt Nam       | Kitipat Prueksena · Thái Lan             |

### Nữ
| Nội dung | Vàng                            | Bạc                         | Đồng                                |
| -------- | ------------------------------- | --------------------------- | ----------------------------------- |
| 54 kg    | Jutamas Jitpong · Thái Lan      | Irish Magno · Philippines   | Aishagul Yeleubayeva · Campuchia    |
| 54 kg    | Jutamas Jitpong · Thái Lan      | Irish Magno · Philippines   | Novita Sinadia · Indonesia          |
| 57 kg    | Nesthy Petecio · Philippines    | Ratna Sari Devi · Indonesia | Vy Sreysros · Campuchia             |
| 57 kg    | Nesthy Petecio · Philippines    | Ratna Sari Devi · Indonesia | Shu Myat Noe · Myanmar              |
| 63 kg    | Hà Thị Lĩnh · Việt Nam          | Riza Pasuit · Philippines   | Kay Thwe Nyein · Myanmar            |
| 63 kg    | Hà Thị Lĩnh · Việt Nam          | Riza Pasuit · Philippines   | Nur Sabrina Mohd Faizal · Singapore |
| 69 kg    | Janjaem Suwannapheng · Thái Lan | Vy Sreykhouch · Campuchia   | Panee Bounmeexai · Lào              |
| 75 kg    | Baison Manikon · Thái Lan       | Diday Dana · Campuchia      | Nguyễn Thị Phương Hoài · Việt Nam   |